# Egy éj Velencében (operett)
Egy éj Velencében (németül Eine Nacht in Venedig) ifj. Johann Strauss operettje három felvonásban. Szövegkönyvét Camillo Walzel és Richard Genée írta. Ősbemutatójára 1883. október 3-án került sor a berlini Neues Friedrich-Wilhelm-Städtischesban.

## Szereplői
| Szereplő                         | Hangfekvés     |
| -------------------------------- | -------------- |
| Guido herceg, milliomos          | tenor          |
| Caramello, a herceg borbélya     | tenor buffo    |
| Delacqua, velencei szenátor      | bariton        |
| Ciboletta, a szenátor szobalánya | szoprán        |
| Annina, halászlány               | szoprán        |
| Pappacoda, szakács               | bariton        |
| Barbara, Delacqua felesége       | mezzoszoprán   |
| Enrico, Delacqua unokaöccse      | beszélő szerep |
| Barbaruccio, velencei szenátor   | beszélő szerep |
| Agricola, Barbaruccio felesége   | alt            |
| Testaccio, velencei szenátor     | beszélő szerep |
| Balbi                            | beszélő szerep |

## Cselekmény
- Helyszín: Velence
- Idő: 18. század közepén

### Első felvonás
- Helyszín: Egy Canal Grande melletti tér

### Második felvonás
- Helyszín: Guido herceg palotájában

### Harmadik felvonás
- Helyszín: Szent Márk téren

Miről szól az Egy éj Velencében
Az operett cselekménye Velencében, XVIII. században játszódik le. Urbino hercege bankettet ad, és meghívja a város tanácsosait. A városban nagy Don Juannak tartják a herceget és a szenátorok reszketnek attól, miféle szerelmi kalandok várnak majd asszonyaikra és leányaikra. Annyira félnek a herceg csábítási művészetének veszedelmétől, hogy ijedtükben távolmaradnak a díszvacsorától. A szép Barbarát például annyira félti a férje, bizonyos Delacqua gondolás, hogy el akarja távolítani a városból. Pedig itt volna szükség legkevésbé elővigyázatosságra, mert az asszony titokban a férj unokaöccseét, Enricot szereti, és hűsége sziklaszilárd - az unokaöcs iránt. A herceg házifodrásza, Caramello (Girardi!) értesül Delacqua onvédelmi cselszövényéről, és elhatározza, hogy kijátssza a gondolást és hozzájuttatja hercegi urát a szép Barbarához.
Caramello azonban saját vermébe esik. Annina, a borbély szerelme és Barbara asszony ugyanis ruhát cserélnek, mire Caramello Anninát vezérli el a herceghoz, míg Barbara - szokása szerint- Enriconak ad légyottot. Amikor a borbély felfedezi a hibát, mindent elkövet, hogy a herceg és Annina mégse közeledjenek egymáshoz.
A velencei karnevál forgatagában a gondolás kétségbeesetten keresi elveszett feleségét. Végre megtalálja. A csalfa Barbara asszony azzal vigasztalja, hogy mindennek a karneváli álarc az oka, s a gyengéd feleség szerepében tetszeleg magának. Delacqua elfogadja a magyarázatot, a herceg kezéből mindkét nő kicsúszik, és a nagy Don Juan ez egyszer a rövidebbet húzza.

## Megfilmesítések
- Egy éj Velencében rendezte: Cziffra Géza, (fekete-fehér magyar vígjáték, 1934)
- Eine Nacht in Venedig rendezte: Paul Verhoeven, (német vígjáték, 1941/42)
- Eine Nacht in Venedig (Komm in die Gondel) rendezte: Georg Wildhagen, (színes osztrák vígjáték, 1953)
- Egy éj Velencében (a Soproni Petőfi Színház előadásának TV-felvétele, 2018)